# Донован, Марк
Марк Джейми Донован (англ. Mark Jamie Donovan род. 3 апреля 1999, Пенрит, Северо-Западная Англия) — британский профессиональный  шоссейный велогонщик, выступающий с 2020 года за команду мирового тура «Team Sunweb».

## Карьера
В юниорском возрасте Донован активно участвовал как в велоспорте, так и в велокроссе . В 2017 году, когда он был лучшим юниором, он стал чемпионом Великобритании среди юниоров по велокроссу. Выиграл общий зачёт Джиро ди Базиликата и Тур Ла Глез, занял пятое место в общем зачете Ronde des Vallées.
Донован стал членом команды Wiggins на сезон 2018 года. В свой первый год в группе до 23 лет он выиграл этап Джиро делла Валле д'Аоста и занял 4-е место в общем зачёте на Джиро Чиклистико д'Италия.
В августе 2019 года было объявлено, что Донован присоединится к Team Sunweb на сезон 2020 года. В свой первый год в Sunweb он принял участие в своём первом Гранд-туре — Вуэльта Испании, где занял 48-е место в общем зачёте и 4-е место на 11-м этапе.

## Достижения

### Велокросс
2015-2016
1-й  Чемпион Великобритании (юниоры)

### Шоссе
2017
1-й  Giro di Basilicata (юниоры) — Генеральная классификация
1-й  — Очковая классификация
1-й — Этап 3
2018
1-й — Этап 2 Джиро дель Валле-д’Аоста
4-й Джиро д’Италия U23 — Генеральная классификация
6-й Волта Алентежу — Генеральная классификация
7-й Тур Эльзаса — Генеральная классификация